# Galopprennbahn Frankfurt
Koordinaten: 50° 5′ 4″ N, 8° 39′ 15″ O

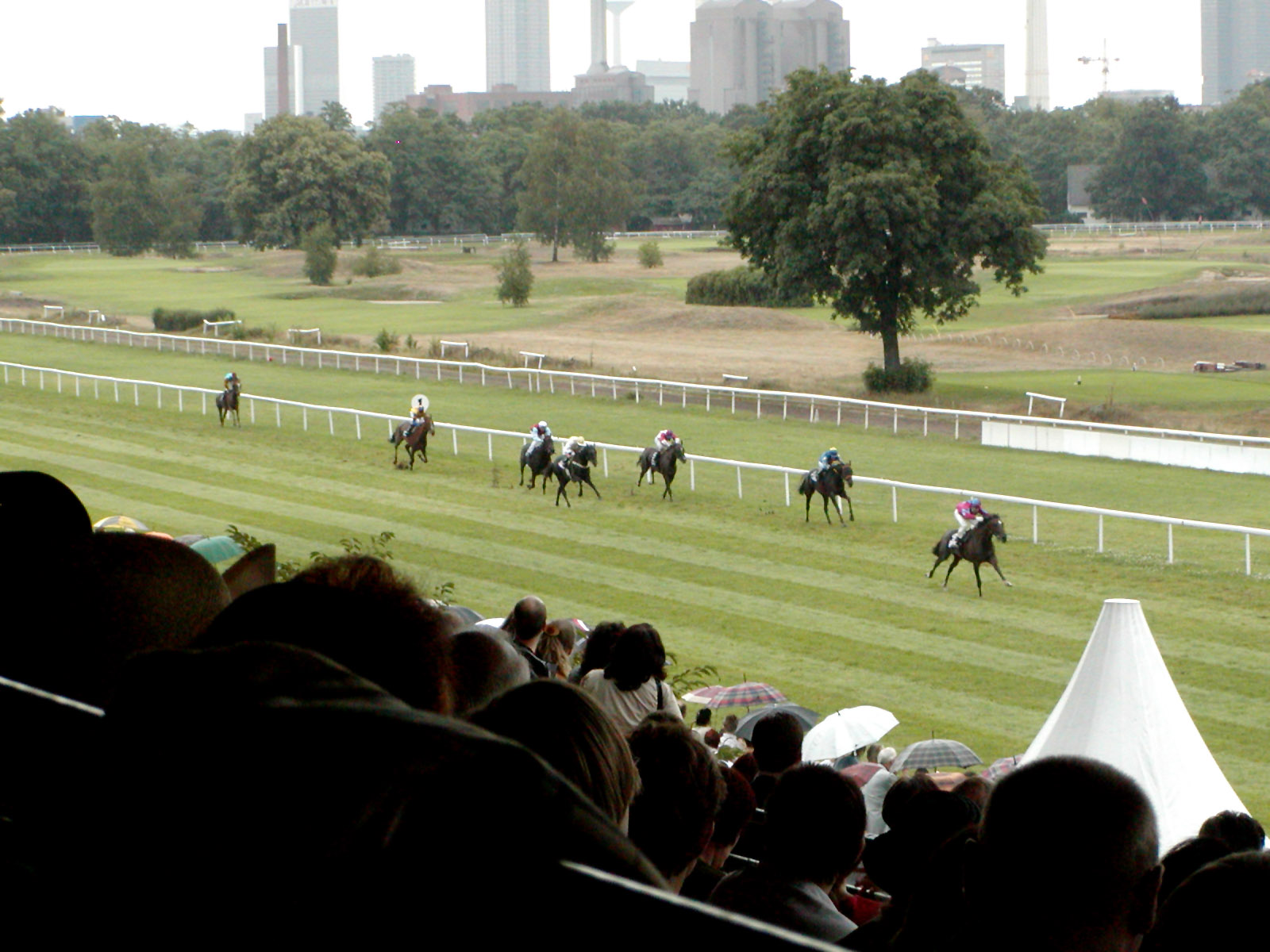
Pferderennen, Blick auf die Frankfurter Skyline 2003

Die Galopprennbahn Frankfurt (auch als Galopprennbahn Niederrad bezeichnet) war eine Pferderennbahn im Frankfurter Stadtwald. Sie wurde 1865 eröffnet und im November 2015 geschlossen. Auf dem Gelände entstanden ab 2018 die DFB-Akademie des Deutschen Fußball-Bundes sowie der über 9 Hektar große Rennbahnpark.

## Geografische Lage
Trotz des inoffiziellen Namens befand sich die Galopprennbahn nicht im Stadtteil Niederrad, sondern vollständig auf der Gemarkung Sachsenhausen-Süd, jedoch direkt an der Stadtteilgrenze, so dass der Haupteingang von Niederrad aus erschlossen war. Die Geschäftsadresse lag ebenfalls in Niederrad. Die Hauptgebäude befanden sich östlich an der Rennbahnstraße gelegen. Die Anlage hatte eine Ausrichtung in Nord-Süd-Richtung, die Rennen wurden im Linkskurs (gegen den Uhrzeigersinn) gelaufen.

## Geschichte

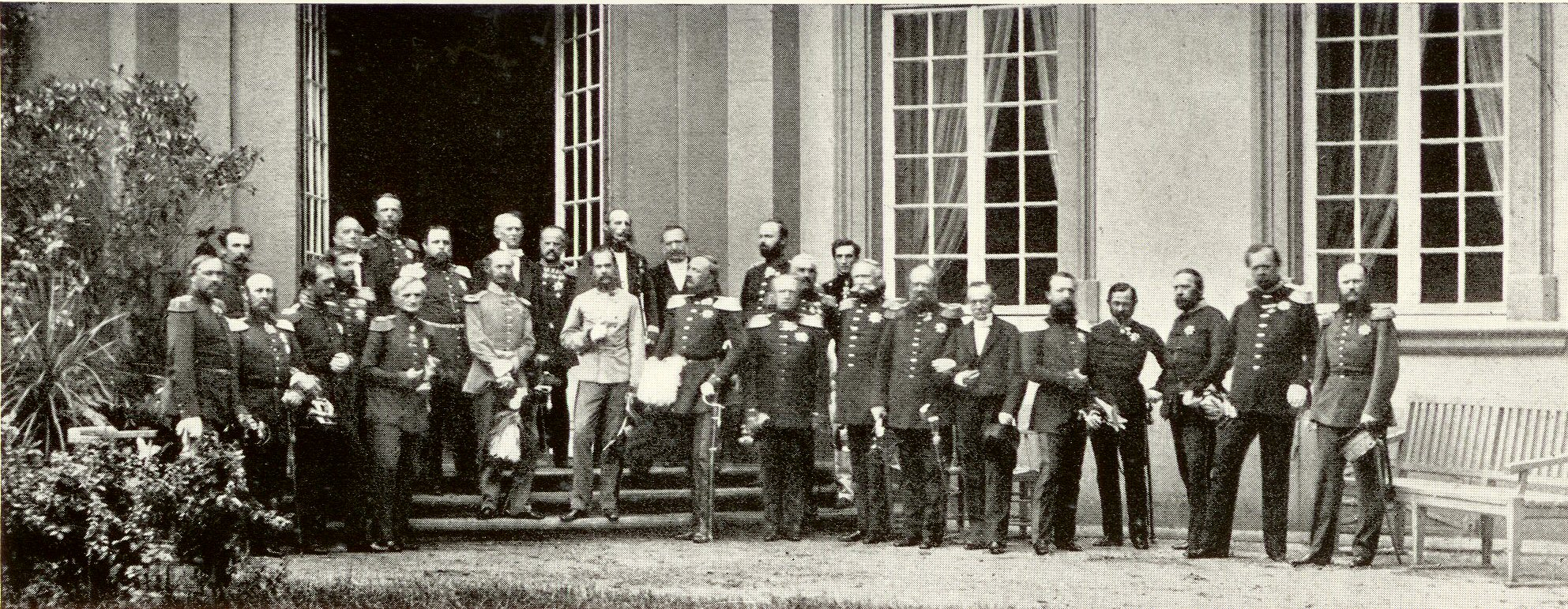
Gruppenaufnahme der Spender: Die Teilnehmer des Frankfurter Fürstentags vor dem Palais Thurn und Taxis 1863

Die Galopprennbahn wurde 1864/65 auf eine Initiative des Rheinischen Rennvereins hin nach dem Vorbild der Pariser Rennbahn in Vincennes, dem Hippodrome de Vincennes, errichtet. Die 1863 zum Frankfurter Fürstentag zusammengekommenen deutschen Fürsten beteiligten sich an der Finanzierung des Projekts. Austragungsstätte der ersten Rennen war allerdings nicht der Standort der späteren Rennbahn, sondern das Grundstück Herrn Mettenheimers, sowie der ehemalige Exerzierplatz unweit dem späteren Rennbahngelände. Am 23. August 1863 fand der erste Renntag statt. Das siegreiche Pferd des ersten Flachrennens hieß Lord Albert, Sieger des ersten Jagdrennens wurde Effenberg, welcher damals in Deutschland als bester Steepler (Hindernispferd) galt. Dasselbe Datum gilt für die Gründung des Rheinischen Renn-Vereins. Prinz Nikolaus von Nassau wurde der erste Vereinspräsident.
Am 20. August 1865 fand die feierliche Einweihung des Rennplatzes in Niederrad statt. Zur Eröffnungsfeier waren etliche gekrönte Häupter geladen, unter anderem der Prince of Wales. In der Folgezeit nahm die Popularität der Rennbahn zu. 1869 übernahm Landgraf Friedrich zu Hessen die Vereinspräsidentschaft, ab 1876 Prinz Herrmann von Sachsen-Weimar.
1877 gewann die ungarische Wunderstute Kincsem das Wäldchens-Rennen. 1889 erfolgte die Fusion des Rheinischen Renn-Vereins mit den Trabern und es entstand der Verein für Trab- und Hindernisrennen. 1892 erfolgte die Namensänderung in Verein für Hindernisrennen. Weitere vier Jahre später beendete man das Nebeneinander von Trab- und Galopprennsport, und es gründete sich der Frankfurter Rennklub. Erster Vereinspräsident war Stadtrat Albert von Metzler. Zum Ende des 19. Jahrhunderts hielt neben der Siegwette die Platzwette auf den deutschen Rennbahnen Einzug.

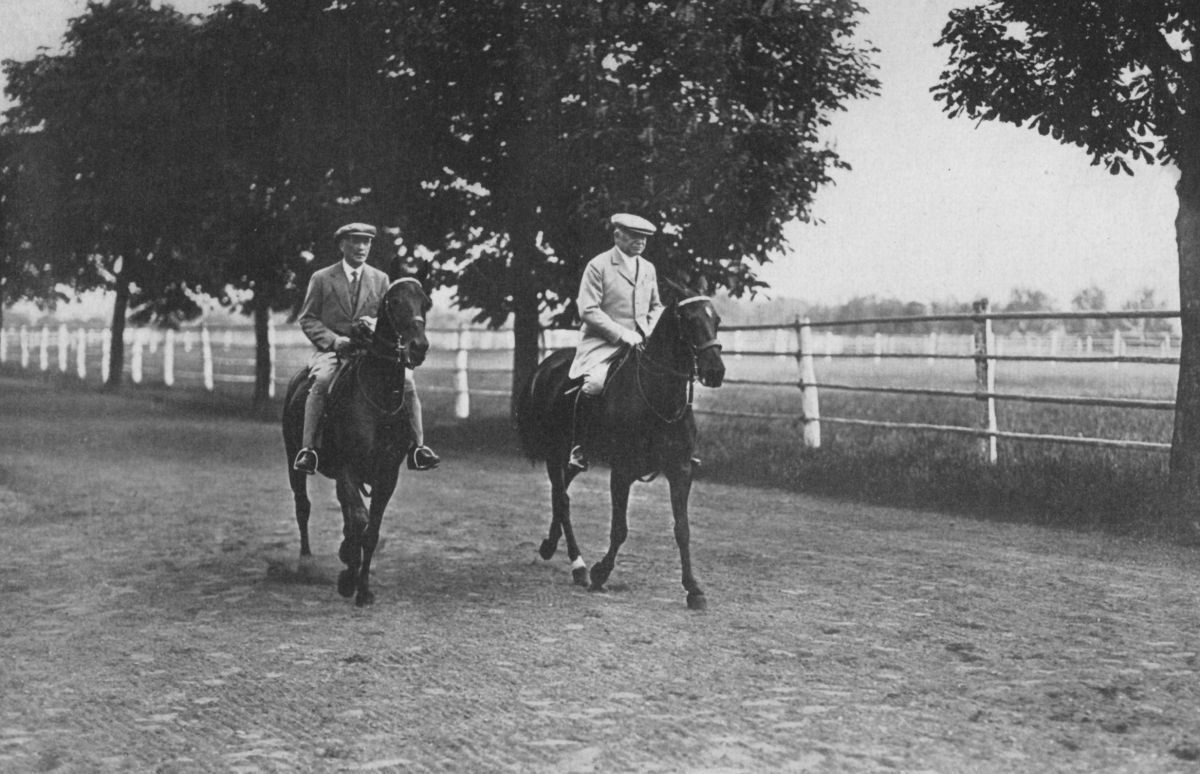
Arthur von Weinberg zusammen mit seinem Bruder Carl beim Morgenritt auf dem Gestüt Waldfried

Durch die Gründung des Gestüts Waldfried durch Arthur von Weinberg und seinen Bruder Carl in unmittelbarer Nähe zur Rennbahn, rückte diese immer mehr in den Mittelpunkt. Publikumsmagnete wurden vor allem die Nachkommen der aus England eingekauften Stute Festa, insbesondere der Hengst Fels (Derbysieger 1906). Die Rennfarben Dunkelblau und Weiß gestreift beherrschten wie keine Anderen das Geschehen jener Zeit in Niederrad. Die Rennbahn erfuhr durch die Unterstützung der Gebrüder von Weinberg weiteren Aufschwung. Im Jahr 1911 siegte der Hengst Baro als Riesenaußenseiter zum Siegtoto von 2924:10 (2.924 Mark Gewinn für 10 Mark Einsatz) und stellte fortan die Rekordquote für Siegwetten in Deutschland dar.
Während der Zeit des Ersten Weltkriegs konnten die veranstalteten Renntage nur lückenhaft durchgeführt werden. Nach dem Tod Albert von Metzlers übernahm Arthur von Weinberg als Präsident die Verantwortung im Frankfurter Rennklub. Stetig in Frankfurt anzutreffen war der damalige Spitzenjockey Otto Schmidt.
In den 1920er Jahren sorgte die Inflation für astronomische Rennpreise. Trotz der wirtschaftlich schwierigen Situation musste der Rennbetrieb nicht eingestellt werden. Durch die nahgelegenen Gestüte Westerberg der Familie Opel in Ingelheim und Erlenhof in Dornholzhausen bei Bad Homburg konnte man wenigstens einen Teil der Besitzer an die Rennbahn binden. Am 14. August 1924 gelang es Otto Schmidt, in allen fünf Flachrennen des Renntags zu siegen. Mit Rennpreisen von insgesamt 324.000 Mark lag der Frankfurter Rennklub 1928 an dritter Stelle hinter der Galopprennbahn Krefeld und der Galopprennbahn Dortmund. Dem Jockey Kurt Narr gelangen im selben Jahr ebenfalls fünf Siege während einer Niederrader Veranstaltung.
Anfang der 1930er Jahre wurde der Rennbetrieb fast ausschließlich durch Arthur von Weinberg finanziert. Nach der nationalsozialistischen Machtergreifung 1933 wurde der Frankfurter Ehrenbürger gezwungen, alle öffentlichen Ämter und Ehrenämter niederzulegen. Vermutlich erfolgte in diesem Zeitraum (eventuell 1936) die Einführung der Einlaufwette (heute Zweierwette). 1938 wurde das Vorstandsmitglied der I.G. Farben und SS-Mitglied Erwin Selck Vereinspräsident. Bei Beginn des Zweiten Weltkriegs standen auf der Frankfurter Rennbahn gerade noch zehn Pferde im Training. Der Ausdruck Trainingszentrale wurde ad absurdum geführt.
Das Jahresprogramm 1943 umfasst noch 20 Renntage. Das letzte Rennen der Saison hieß Wiedersehen 1944, doch es sollte das vorerst letzte Rennen auf der Frankfurter Rennbahn sein. Bei den Luftangriffen auf Frankfurt am Main 1943 und 1944 wurde die Rennbahn und ihre Umgebung, darunter Weinbergs ehemalige Villa Haus Buchenrode, arg in Mitleidenschaft gezogen.
Nach dem Zweiten Weltkrieg wiesen die Gebäude und Ställe große Schäden auf. Um den Rennbetrieb wieder aufnehmen zu können, bedurfte es zunächst der Zustimmung der amerikanischen Militärregierung. Bereits 1946 bemühte man sich jedoch, akzeptable Bedingungen zu schaffen, um wieder Galopprennen durchführen zu können. Vereinspräsident wurde Hans-Heinrich Hauck. Am 18. August fanden unter großem Andrang wieder Rennen statt. Unter Aufsicht der CVH (Commission für Vollblutzucht und Rennen in Hessen) wurde gegen 15 Uhr das Rennen Aufgalopp 1946 gestartet. Der erste Sieger nach dem Zweiten Weltkrieg hieß Gamsbock. Die Galopprennbahn Frankfurt rückte wieder in den Mittelpunkt. Im Großen Preis von Frankfurt (Dotierung 100.000 Mark) sahen tausende Besucher den Sieg des Zoppenbroichers Olymp, welcher vermutlich der verhinderte Derbysieger des Jahres 1945 gewesen war. Der Erfolg in diesen schwierigen Zeiten hatte den Zuzug von Pferden zur Folge, sodass die Trainingszentrale schon bald mit rund 200 Pferden wieder den Betrieb aufnehmen konnte. Die Galopprennbahn in Frankfurt avancierte in jener Zeit zum Branchenführer. 1948 startete im Arthur-von-Weinberg-Rennen mit Birkhahn ein echter Derby-Sieger. Der Große Preis von Frankfurt war zum ersten Mal in der neuen Währung dotiert, und es kamen in diesem Rennen 20.000 DM an Preisgeldern zur Ausschüttung. In diesem Jahr konnten bereits 27 Renntage abgehalten werden, im Jahre 1949 waren es 29. Analog wurden die Stallungen wieder aufgebaut, ein neues Waagegebäude errichtet und die Kriegsschäden beseitigt. In diesen Jahren lag Niederrad gemessen an Rennpreisen auf dem Spitzenplatz aller deutschen Galopprennveranstalter.

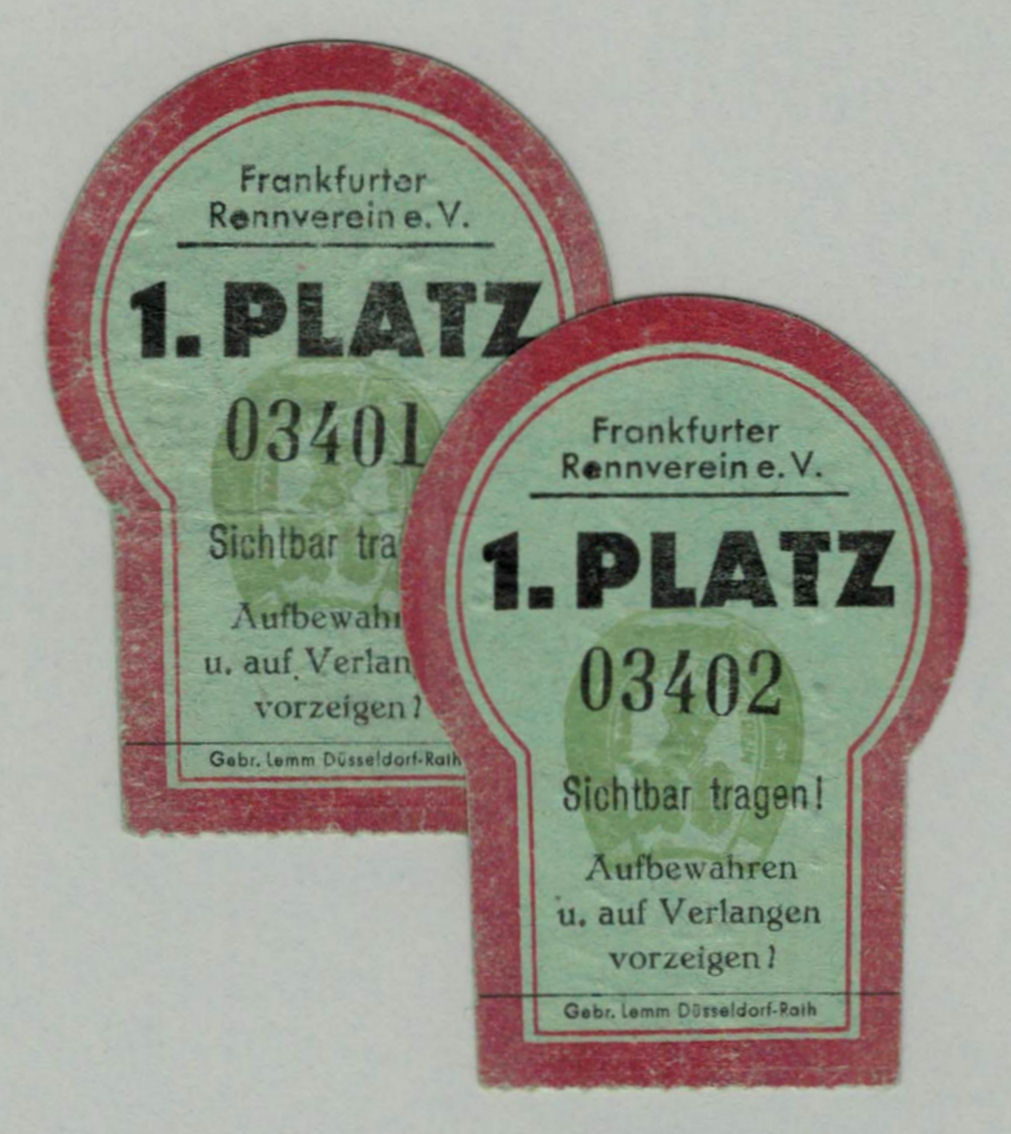
Eintrittskarten für die Pferderennbahn Frankfurt aus dem Jahr 1942

1950 übernahm der ehemalige hessische Landwirtschaftsminister Karl Lohberg das Präsidentenamt des Rennklubs. Am 10. September wurde mit dem ersten deutsch-französischen Renntag die Rückkehr in den internationalen Rennsport gefeiert. Der Große Preis von Frankfurt wurde in diesem, sowie im folgenden Jahr als ‚Omnium der Steher‘ über eine Renndistanz von 4.200 Meter ausgetragen. 1952 wurde die Renndistanz auf 2.500 Meter zurückgenommen. Der Große Preis von Hessen, mit einer Dotierung von 10.000 DM, wurde zum ersten Mal ausgetragen. 1954 wurde Godefroy von Mumm Rennklub-Präsident. 1956 erfolgte der Bau der 1.600-Meter Startstelle im Forsthausbogen. Am 12. August desselben Jahres kam es im Jungfrau-Preis, einem Hürdenrennen, zum Ausfall von sechs der sieben Teilnehmer durch Abbruch bzw. Verlust des Reiters. Es siegte die Stute Augsburg als längster Außenseiter im Feld zum Siegtoto von 1420:10. 1958 wurde Alfred-Wilhelm von Kap-herr Vereinspräsident. Zum Saisonstart am 30. März wurde dem Publikum erstmals die Dreierwette (vorerst nur in einem Rennen eines Renntages) angeboten. Für den Einlauf Chianti – Pfalzmaid – Johannistag gab es die Quote 6008:10 (heute 600,8:1).
Am 17. August 1969 siegte im Großen Preis von Hessen (Hessen-Pokal) der von Hein Bollow trainierte Fuchshengst Obermain unter Jockey K. Lepa. Obermain blieb mit einem Siegtoto von 280:10 bis zum Ende der Rennbahn der größte Außenseiter im Hessen-Pokal. Am 23. Juni 1974 siegte der spätere Prix de l‘Arc d’Triomphe Sieger Star Appeal als Favorit im Concentra-Pokal. Am 13. Juli wurde erstmals in Frankfurt ein RennQuintett-Rennen gelaufen. 1975 wurde ein zweiter Gastboxenstall mit 30 Boxen und einem Gästezimmer fertiggestellt. Ein Jahr später verwirklichte man den Erweiterungsbau am Totalisatorgebäude. Eine wasserspendende Berieselungsanlage für die gesamte Bahn wurde in Betrieb genommen, 1978 eine komplett neue Railführung. Um das Publikum allerorts auf dem Laufenden zu halten, wurde eine Bahnfernsehanlage installiert. 1979 wurde ein dritter Gästeboxenstall mit nochmals 30 Boxen und Gästezimmern errichtet. Durch den Sieg von Almanette am 22. April auf der Galopprennbahn Krefeld wurde der durch Baro (siehe 1911) immer noch gehaltene Auszahlungsrekord für Siegwetten in Deutschland eingestellt. Am 19. August wurde der Große Preis von Hessen erstmals als RennQuintett-Rennen (3+4 aus 18) ausgetragen. Im Mai fand der erste Nestlé-Pokal statt. 1980 wurde mit dem Bau der neuen Tribüne begonnen. Die Kosten des Bauvorhabens umfassten 12 Mio. D-Mark.
Am 11. Juli 1982 wurde im Rahmen des Hessen-Pokals das neue Tribünengebäude eingeweiht. Gleichzeitig erfolgte die Einführung des Elektronentotos, und das mühevolle manuelle Auswerten von Durchschreibewettscheinen zur Quotenberechnung endete. Als Partner der neuen Technik diente, wie auf den anderen deutschen Rennbahnen, die Firma Datasport. Sie stellte das Equipment, welches bundesweit mit vier Lastwagen samt Anhängern unterwegs war, um die Computeranlage und die Notstromaggregate zu transportieren. In Niederrad mussten 75 Wettkassen per Kabel an den Computer angeschlossen werden. Nach Erfüllung seines Lebenstraums übergab Vereinspräsident Alfred-Wilhelm von Kap-herr sein Amt an Prof. Hans-Gotthard Lasch.
Am 20. Juli 1986 wurde der mit 200.000 DM dotierte Henry M-Beatrix-Pokal zum ersten Mal ausgetragen und sorgte für einen Massenandrang auf der Rennbahn. Insgesamt ließen die Besucher an diesem Tag 1.457.502,50 DM durch die Totokassen fließen. 1988 wurde mit einem Jahreswettumsatz von 18,9 Millionen D-Mark ein Jahresrekord verzeichnet. Im Großen Preis von Hessen kamen nochmals 18 Teilnehmer an den Start. Es war neben 1979 das größte Starterfeld in diesem Rennen. Die Galopprennbahn diente in der 1989 entstandenen ZDF-Fernsehserie Rivalen der Rennbahn in der 7. Folge (Die Doppelgängerin) als Kulisse für die Dreharbeiten.
1990 erfuhr die Frankfurter Rennbahn ‚königlichen‘ Besuch durch die Stute Starlet, welche sich im Besitz von Königin Elisabeth II. befand. Starlet gewann unter Jockey J. A. Reid die Team-Trophy und nahm 125.000 DM Siegprämie mit nach England. 1995 verstarb Alois Ammerschläger, ein wichtiger Sponsor und Mäzen des Frankfurter Rennklubs. Der in der Mitte der Rennbahn neu angelegte Golfplatz wurde 1997 seiner Bestimmung übergeben. Am 10. September 1999 kam es während einer Veranstaltung zum Ausfall des Elektronentotos, sodass die Rennen ohne Wettbetrieb stattfinden mussten. Vereinspräsident Paul spendierte dem Publikum daraufhin Freibier.
Im Jahr 2001 wurde das Programm auf 15 Renntage gekürzt. In dieser Saison gewann Pomerey als Riesenaußenseiter zum Siegtoto von 1226:10 (heute 122,6:1) in Frankfurt. Mit Einführung des Euros musste im Januar 2002, wie überall, das Wettsystem angepasst werden. 2004 wurde Merrill Lynch & Co.Inc neuer Sponsor des Metzler Rennens. 2008 meldete der Frankfurter Rennklub Insolvenz an.
Am 16. September 2010 erfolgte unter der Präsidentschaft von Christiane Weil-Daßbach unter dem Dach der neugegründeten Hippodrom GmbH die Neugründung des Frankfurter Renn-Klub 2010 e. V. Das historische Eingangsportal der Anlage, ein Kulturdenkmal nach dem Hessischen Denkmalschutzgesetz, wurde 2011 restauriert. Am 23. August 2013 feierte der Frankfurter Renn-Klub auf den Tag genau ‚150 Jahre Galopprennen in Frankfurt‘.
Im März 2014 wurde bekannt, dass die Stadt Frankfurt das Gelände der Rennbahn in Niederrad dem Deutschen Fußball-Bund zur Errichtung eines Leistungszentrums angeboten hatte. Am 15. November 2015 fand das letzte Pferderennen statt. Unter dem Namen Auf Wiedersehen 2016 wurde dieses um 16:52 Uhr gestartet. Letztes siegreiches Pferd war German Rules unter Jockey Maxim Pecheur zum Siegtoto von 185:10. Im April 2018 wurden die Tribüne sowie weitere Nebengebäude zurückgebaut bzw. abgerissen.

### Veranstaltungen
Höhepunkte der Saison auf der Galopprennbahn Frankfurt waren bis 2015 die fünf internationalen Gruppenrennen:
- Frühjahrspreis des Bankhauses Metzler (Gruppe III)
- Fraport AG Pokal (Gruppe III), Flughafen Renntag
- Merrill Lynch Euro Cup (Gruppe III)(in den letzten 2 Jahren und 2010 nicht ausgetragen)
- Stutenpreis der Mehl-Mülhens-Stiftung (Gruppe III)
- Hessen-Pokal (Gruppe III)

Seit 2000 fand jährlich der Renntag des Handwerks statt, ein Volksfest mit über 10.000 Besuchern. Neben den Pferderennen präsentierten Handwerker ihre Gewerke und die Innungen der Handwerkskammer Rhein-Main stellten die Preisgelder der Galopprennen.
Inmitten der Galopprennbahn befand sich mit einer 9-Loch-Anlage ein Golfplatz der Golf Absolute Gruppe.

## Weiternutzung nach Ende des Rennbetriebs

### DFB-Leistungszentrum und Bürgerentscheid
Nachdem der Deutsche Fußball-Bund im März 2014 beschlossen hatte, auf dem Gelände eine sogenannte DFB-Akademie zu errichten, wurde dies im Januar 2018 neu verhandelt. Das Erbbaurecht an dem Gelände wurde von der Stadt Frankfurt als Eigentümerin der Anlage am 16. Oktober 2014 dem DFB für 99 Jahre verkauft. Als Übergabezeitpunkt war der 1. Januar 2016 vorgesehen, das Leistungszentrum sollte bis 2018 fertiggestellt sein.
Der auf der Anlage ansässige Rennklub hingegen bestand auf der Einhaltung seines bis zum Jahre 2024 laufenden Pachtvertrages.
Gegen den Beschluss der Stadt Frankfurt bildete sich die Bürgerinitiative Pro Rennbahn. Innerhalb kurzer Zeit sammelte diese Bürgerinitiative 13.715 gültige Unterschriften für ein Bürgerbegehren und übertraf damit das Quorum von 3 % der Wahlberechtigten, also 13.604, sodass am 21. Juni 2015 ein Bürgerentscheid stattfand. Die Bürgerinitiative verwies auf eine Summe von angeblich 84 Millionen Euro, welche die Bürger tragen müssten. Dazu gehörten eine Million Euro für den Abriss der bestehenden Anlagen, 3 Millionen Euro Entschädigung für die Pächter, eine Entschädigung von 7 Millionen an die Betreiber des Golfplatzes. Die Bürgerinitiative zählte noch den Wert der Rennbahn von 25 Millionen hinzu. 49 Millionen entstanden durch den günstigen Erbbauzins, den der DFB zahlen sollte. Der DFB soll den gleichen Pachtpreis von 36.000 € zahlen wie bisher die Rennbahnbetreiber. Verglichen mit dem Erbbauzins bei einer kommerziellen Nutzung entspricht dies über 99 Jahre dem Verzicht auf 49 Millionen €. Jedoch strebte der Bürgerentscheid keine kommerzielle Nutzung, sondern die Fortführung der Rennbahn an.
Beim am 21. Juni 2015 abgehaltenen Bürgerentscheid stimmten 62.900 Frankfurter für den Erhalt der Rennbahn und 40.196 dagegen. Jedoch wurde das notwendige Zustimmungsquorum von 25 Prozent der Wahlberechtigten (= 124.600 Stimmen für die Rennbahn) nicht erreicht. Der Rennklub Frankfurt akzeptierte dieses Abstimmungsergebnis nicht, sondern versuchte auf dem Rechtsweg, eine Übergabe des Geländes an die Stadt zu verhindern. Am 16. Dezember 2016 entschied die 12. Zivilkammer des Landgerichtes Frankfurt, dass der Rennclub das Gelände räumen und übergeben muss. Die Berufung des Rennclubs wurde am 27. Juli 2017 vom Oberlandesgericht Frankfurt zurückgewiesen, die Entscheidung war vorläufig vollstreckbar. Der Bundesgerichtshof wies einen Antrag des Rennclubs, die Vollstreckung einstweilen auszusetzen, am 20. September 2017 wegen voraussichtlich fehlender Erfolgsaussichten in der Hauptsache zurück.
Am 18. April 2018 entschied schließlich der BGH endgültig zugunsten der Stadt Frankfurt: Der Rennklub musste seine Ansprüche auf das Gelände aufgeben.

### Bürgerpark und DFB-Leistungszentrum
Neben einem DFB-Leistungszentrum soll auf über 9 ha ein neuer Bürgerpark entstehen. Dieser soll unter Beteiligung der Frankfurter Bürger entwickelt werden.